# Dominik Kohr
Dominik Kohr (Treviri, 31 gennaio 1994) è un calciatore tedesco, centrocampista del Magonza.

## Carriera
Nella stagione 2011-2012 ha disputato 2 partite in campionato con il Bayer 04 Leverkusen. Nella stagione successiva ha debuttato anche nelle competizioni internazionali giocando 2 incontri in Europa League.

## Palmarès

### Nazionale
- Campionato d'Europa Under-21: 1

Polonia 2017